# Streets Is Watching
Streets Is Watching è un film musicale, realizzato attraverso l'assemblaggio di diversi video musicali inediti di Jay-Z.